# Гимназия в монастыре Мелька
Гимназия в монастыре Мелька (нем. Stiftsgymnasium Melk) — католическая частная школа, принадлежащая монастырю Мелька и самая старая школа в Австрии. Основана в XII веке как монастырская школа.
- Альбрехтсбергер, Иоганн Георг (1736—1809), музыкант[1].
- Мюнх-Беллинггаузен, Элигий-Франц
- Целлер, Карл (1842—1898), композитор[2].
- Каутский, Карл (1854—1938), политический теоретик и философ[3].
- Гютерсло, Альберт Пэрис (1887—1973), художник.
- Лоос, Адольф (1870—1933), архитектор.
- Байгльбёк, Вильгельм терапевт.
- Фиторис, Леопольд (1891—2002), математик и столетний долгожитель.
- Кёниг, Франц (1905—2004), римско-католический кардинал и архиепископ Вены.

## История

### Средневековая монастырская школа
Самые ранние документы, подтверждающие существование средневековой монашеской школы в аббатстве Мельк, — это метрическая книга и некоторые фрагменты пергамента, датируемые примерно 1140 и 1160 годами соответственно. Предполагается, что она была основана приблизительно в первой половине 12-го века, но, возможно, она уже существовала с момента основания монастыря в 1089 году. В XV веке, одновременно с реформой Мелька, сильно повлиявшей на австрийскую и баварскую бенедиктинскую религиозную жизнь, школа процветала и приобрела известность. Так, например, в 1446 году монах по имени Симон написал учебную книгу для шестилетнего короля Венгрии Ладислава Посмертного. Однако, начиная примерно с 1530 года и преимущественно из-за начала протестантской реформации в империи Габсбургов, аббатство страдало от острой нехватки людей, как и школа. В 1566 году священнослужителей было всего шесть.
Этот кризис продолжался до конца 16-го века, когда вслед за Контрреформацией все больше и больше студентов южно-германских иезуитских колледжей посещали школу. Эти ученики, в том числе и поэт Лаврентий Фленхейнтий, принесли с собой очень хорошее образование и снова подняли уровень школы. Таким образом, в 1596 году он был преобразован в иезуитский колледж. Благодаря этой реформе в Мельке остались только четыре низших класса, и для окончания школы ученики должны были пройти ещё две сессии в Вене. В 1707 году аббат Бертольд Дитмайр преобразовал школу в полноценную современную гимназию.

### Современная школа (1707—1938)
С начала сессии 1781/82 года гимназия из-за образовательной политики императрицы Марии Терезии стала называться gymnasium publicum, типом школы, которая была «частично открыта для публики». В 1787 году Иосиф II переместил её в Санкт-Пёльтен, так как три года назад он сделал город епархиальным и поэтому хотел, чтобы в нём была «подходящая» школа. Затем школа вернулась в Мельк только в 1804 году. В 1811 году аббат Антон Рейбергер основал при школе пансион, который был открыт 7 ноября. Кроме того, был введен подготовительный класс (прапаранда) для облегчения перехода учащихся из их небольших деревенских школ в гимназию, который просуществовал до 1927 года. В 1850 году число классов было увеличено до восьми, и, следовательно, в 1851 году в Мельке могли состояться первые экзамены на аттестат. В то время научные коллекции школы были созданы и особенно продвигались.
Согласно годовому отчету школы за 1861 год, в ней обучалось в общей сложности 208 человек, в том числе 51 воспитанник. Так как с 1873 года существовали светские учителя в младших классах, то с 1879/80 года они преподавали и основные предметы. В 1877/78 школьное здание было структурно расширено, так, например, были построены новый кабинет физики и новая столовая. В 1905 году была открыта епископская семинария Мелька, где до её закрытия в 2006 году размещались ученики гимназии.
После включения Австрии в состав Германского рейха (аншлюс), к 13 марта 1938 г. Вильгельм Шир был свергнут и заменен связанным с нацистами О. Целестин Шойко. В конце 1938 года школа была полностью закрыта и позже преобразована в Национальный политический институт образования (широко известный как НАПОЛАС).